# 三石佳那の夜はフツーでいいじゃない。
『三石佳那の夜はフツーでいいじゃない。』（みついしかなのよるはフツーでいいじゃない）は、新潟放送（BSNラジオ）で放送しているラジオ番組。

## 概要
フツーだと言われ続けている三石が開き直り、フツーに送る1時間番組。三石にとって初の冠番組となる。
番組は原則収録放送となっていたが、2019年9月16日に番組初の生放送を実施。好評につき、同年9月30日より毎週生放送されることが同年9月23日の放送で三石から重大発表として報告された。
2019年4月21日放送のTBSラジオ『爆笑問題の日曜サンデー』の企画「全日本ラジオ新番組選手権2019」にエントリーされ、グランプリを獲得した。
2021年4月19日の放送で放送100回を迎えた。
また7月5日の放送内にて、黒崎貴之アナウンサーと結婚したことを発表した。
三石が体調不良（のちに重症妊娠悪阻と公表）により、終了前1か月半は大塩綾子アナウンサーが代役を務め、9月20日放送内にて三石の回復にもう少し時間がかかるため、27日付の放送にて一旦「休止」することを発表した。
翌週以降は、TBSラジオ制作でBSNではそれまで火曜日のみネットされていた『アフター6ジャンクション』のネット曜日を月曜日にも拡大。半年後の2022年度プロ野球ナイターシーズン開始以降は、月曜・火曜ともに19時 - 21時の2時間枠としての同時ネットを2023年9月まで行っていた。同年10月からは『荻上チキ・Session』のネット受けを同時間帯で開始している（『Session』シリーズとしては『Session-22』終了の2020年9月以来3年ぶりのネット再開）。

## パーソナリティ
- 三石佳那（新潟放送アナウンサー）
- 大塩綾子（新潟放送アナウンサー）

## 放送時間
- 2019年4月1日 - 2021年9月27日、新潟放送（BSNラジオ） 毎週月曜日 19:00 - 20:00

## テーマ曲
- オープニング：toconoma「Relive（アルバム『Tent』に収録）」

## コーナー

### 現在のコーナー
フツよる審判の間
　毎回テーマを決め、フツーかフツーじゃないかをと意見を募り審判する。Twitter投票も行っている。
佳那的成長日記→フツラン
一人だと目標を立てづらいことをリスナーとともに成し遂げようというコーナー。現在は三石が日時を決めてウォーキング（ランニング）を行い、リスナーとともに歩いた距離を記録している。
ちょっちょっと超絶品
毎週、テーマの食べ物にちょい足しして美味しくなる食材・調味料を募集し、三石が実際に試食してナンバーワンを決めるコーナー。ナンバーワンになったリスナーにステッカーをプレゼントしている。
モチベーションアップリクエスト
リスナーがモチベーションを上げたい時に聴きたい曲をリクエストしてもらうコーナー。
電話繋ぎコーナー
不定期でおこなっているリスナーに電話を繋ぐコーナー。
文通企画
不定期でおこなっている三石がリスナーと文通を行うコーナー。
ヒカゲモノの部屋
日常に溢れている物の中で目立たないけど頑張っている物（例：乾電池、輪ゴムなど）にスポットを当て、三石が褒めるコーナー。2020年3月30日の放送からはTwitter上でライブ配信を行っている。
本音のコーナー
三石が本音トークをするコーナー。風呂場など毎回、様々な場所から本音をはきだしている。

### 過去のコーナー
○○でもいいじゃない
「○○でもいいじゃないか」「○○したっていいじゃないか」という意見をリスナーから募集するコーナー。毎週、大賞に選ばれた1人とステッカーをプレゼントしている。
三石佳那の夜食かな?
三石が料理を作るコーナー。毎回、ボスという人物に試食してもらい、料理名を決めてもらう。作った料理は公式Twitterに公開している。

## ゲスト
2019年
- 4月29日放送 - 北原里英[8]

2020年
- 5月11日放送 - 坂俊介（RSK山陽放送アナウンサー）※電話出演

## 出来事
- 2019年7月21日、番組名を捩った第25回参議院議員通常選挙開票特別番組『選挙もフツーでいいじゃない。』が放送され、三石と高橋なんぐが司会進行を担当した[9]。
- 2019年9月13日、山陰放送（BSSラジオ）で『森谷佳奈のはきださNIGHT!』を担当している森谷佳奈を迎え、特別番組『三石佳那と森谷佳奈のかなトーク』を放送した[10]。
- 2019年9月16日の放送は番組初となる生放送で放送した[11]。
- 2020年3月30日より小リニューアルを実施。より普通な感じを出すために三石が部屋着を着て放送に臨むことになったほか、「ヒカゲモノの部屋」の動画中継も開始した。
- 2020年4月20日の放送は三石が体調不良のため欠席した。番組について紹介する内容となり、担当ディレクターが代理パーソナリティを務めた[12]。
- 山陽放送（RSKラジオ）『表町LIVE! あもーれ!マッタリーノ』2020年5月4日放送で番組について話題に挙げた縁がきっかけで、2020年5月11日放送にパーソナリティの坂が電話出演した[13][14]。
- 2020年7月19日、BSN夏ラジオのプログラムの1つとしてスピンオフ番組『新潟かしまし娘。〜夏はフツーじゃいられない〜』を林莉世アナウンサー、大塩綾子アナウンサーを迎えて放送した[15]。
- 2021年7月5日の放送にて、三石が同期の黒崎貴之アナウンサーとの結婚を発表した[16]。